# ساليناس ديل مانزانو
بلدية ساليناس ديل مانزانو (بالإسبانية: Salinas del Manzano)‏، هي إحدى بلديات مقاطعة قونكة إحدى مقاطعات إسبانيا، و التي تقع في منطقة قشتالة لا منتشا وسط البلاد, و المائلة لجهة الشرق من إسبانيا.
يبلغ عدد سكانها 103 نسمة وفقاً لإحصائية سنة (2007).